# Gostavăţu
Gostavăţu é uma comuna romena localizada no distrito de Olt, na região de Oltênia. A comuna possui uma área de 37.45 km² e sua população era de 3251 habitantes segundo o censo de 2007.